# 世界摔角娛樂付費收看節目

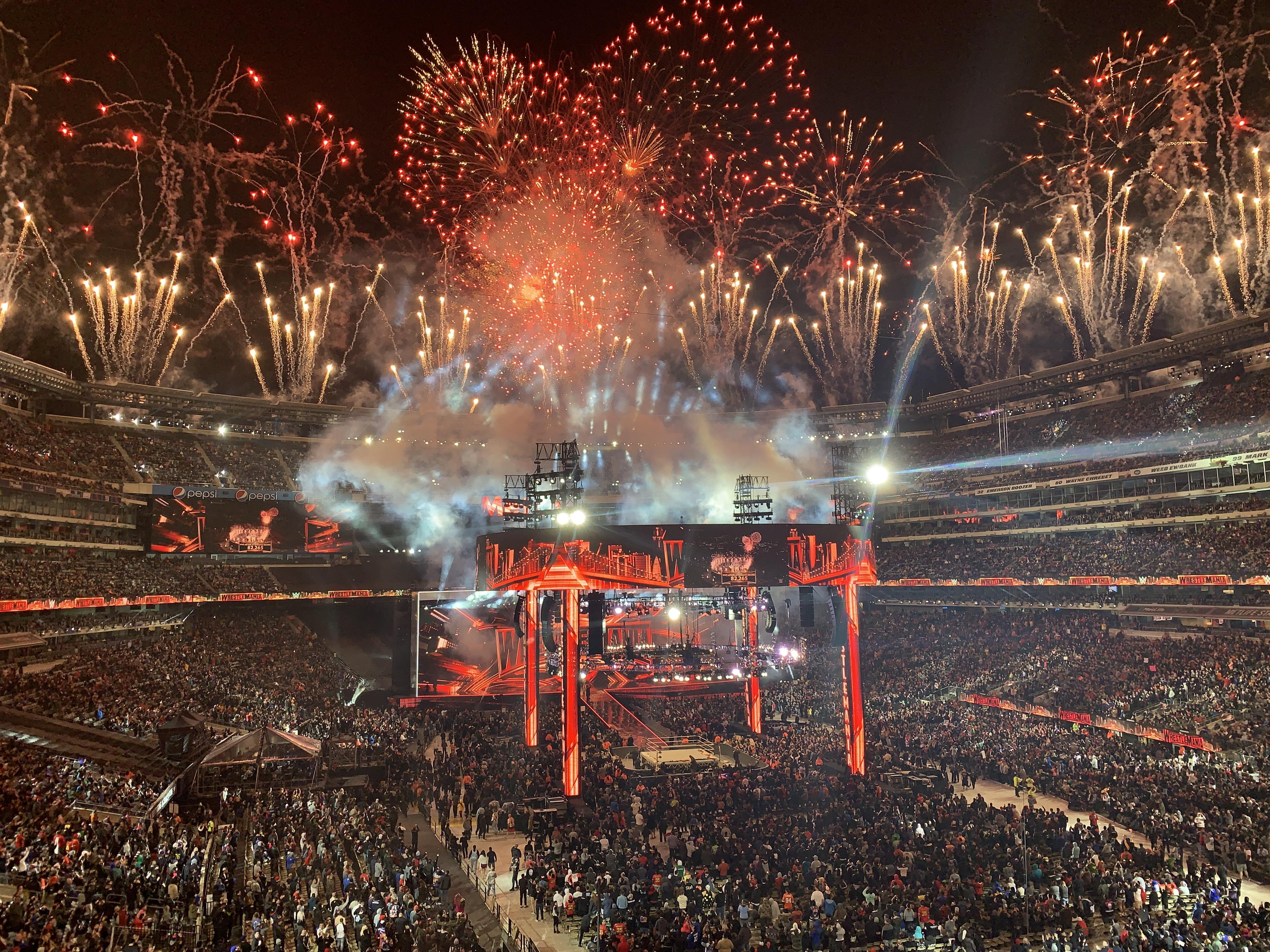
摔角狂熱是WWE規模最大的付費收看節目。2019年，摔角狂熱35比賽在大都會人壽體育場舉行，吸引了82265名觀眾。

世界摔角娛樂高級現場賽事（英語：WWE Premium Live Events），(2022 年之前，它被稱為，世界摔角娛樂付費收看節目), 其企劃於1980年代隨著世界摔角娛樂推出四大經典付費收看節目賽事皇家大戰、摔角狂熱、夏日衝擊、強者生存的推出開始進行。世界摔角娛樂付費收看節目的陣容於1990年代擴大，於2006年達到一年16個節目的巔峰，而這個模式一直持續到2012年重新回到一年12個節目。世界摔角娛樂付費收看節目的播出時間一般為三小時，雖然經濟價位賽事如WWF家庭戰場（已停辦）時間較短，但較高級的賽事如摔角狂熱的撥出時間可以接近五小時。目前世界摔角娛樂所有的付費收看節目都是以高畫質播出。世界摔角娛樂付費收看節目是世界摔角娛樂較為主要的收入之一。
世界摔角娛樂於1985年3月31日撥出了旗下首個付費收看節目摔角狂熱I，但由於付費收看節目的系統僅限於選擇市場，以至於大多數觀眾是通過閉路電視看到WrestleMania I。因為WrestleMania I限制了賽事曝光，於同年11月7日播出的摔角經典賽（1985年11月）通常被認為是世界摔角娛樂的首個付費收看節目。
2009年，世界摔角娛樂開始重新命名四大經典賽事以外的付費收看節目，以該付費收看節目的主賽事來命名，例如公事包大戰和地域鐵籠。
2012年開始，世界摔角娛樂提供一個免費的開場秀在每次付費收看節目前，可在WWE官方網站和合作的社交媒體如YouTube和Facebook等觀看。
2014年1月，世界摔角娛樂宣布世界摔角娛樂電視網將於同年2月啟動，將可播出所有包含未來的付費收看節目。
由於美國越來越重視孔雀(康卡斯特品牌）等直接面向消費者的付費服務，世界摔角娛樂公司從 2022 年開始將這些賽事命名為「高級現場賽事」（PLE）。
2025年8月6日，世界摔角娛樂公司和華特迪士尼公司宣布，從 2026 年開始，摔角組織的優質現場賽事將轉移到迪士尼平台，部分節目將在其線性頻道播出（包括美國廣播公司的著名賽事）。

## 現行的付費收看節目
- 皇家大戰[3][4][5]
- 行刑室鐵籠戰[6][7][8][9]
- 極速賽道
- 摔角狂熱
- 絕命復仇
- 爆裂震撼
- 極限規則[10][11]
- 公事包大戰[12]
- 夏日衝擊
- 殺戮戰場
- 地獄鐵籠[13]
- 強者生存[14]
- 桌子、梯子、椅子[15][16]

## 外部連結
- WWE官方網站 （页面存档备份，存于）（英文）
- 世界摔角娛樂電視網（英文）
- WWE公司網站 （页面存档备份，存于）（英文）